# Microdynamis parva
Microdynamis parva е вид птица от семейство Cuculidae, единствен представител на род Microdynamis.

## Разпространение
Видът е разпространен в Индонезия и Папуа Нова Гвинея.